# Centrum pro efektivní dopravu
Centrum pro efektivní dopravu (zkráceně CEDOP, anglicky Centre for efficient transport) je český spolek typu think-tank, jehož cílem je analyzovat, prezentovat a popularizovat výhody bezpečných a k životnímu prostředí šetrných způsobů dopravy osob a zboží a podporovat jejich prosazování a rozvoj v České republice a Evropě. Zakladateli a čelnými představiteli sdružení jsou bývalý vedoucí Centrálního dispečinku Dopravního podniku hlavního města Prahy a později zástupce ředitele Generální inspekce Českých drah, zástupce ČD pro pražskou aglomeraci a spolutvůrce Pražské integrované dopravy Pavel Adámek (je předsedou správní rady CEDOP), bývalý náměstek ministra dopravy a vysoký manažer Českých drah Petr Šlegr (je ředitelem CEDOP) a Marek Binko, který v Českých drahách odpovídal za rozvoj železniční infrastruktury. Žádní další členové sdružení nejsou na jeho webu zmiňováni. Sdružení bylo založeno 23. září 2009 u příležitosti Evropského týdne mobility.